# Xiamen Diamond League 2025
Xiamen Diamond League 2025, właśc. Wanda Diamond League Xiamen 2025 – 3. edycja międzynarodowego mityngu lekkoatletycznego, który odbył się 26 kwietnia 2025 roku na Xiamen Egret Stadium w Xiamenie. Zawody były pierwszą odsłoną znajdującej się w kalendarzu Diamentowej Ligi, cyklu najbardziej prestiżowych mityngów lekkoatletycznych, organizowanych pod egidą World Athletics w sezonie 2025.

## Program mityngu
Źródło: xiamen.diamondleague.com.
| Godzina | Konkurencja                   |
| ------- | ----------------------------- |
| 17:46   | Trójskok                      |
| 18:35   | Skok o tyczce                 |
| 19:04   | Bieg na 400 m                 |
| 19:39   | Skok w dal                    |
| 19:40   | Bieg na 110 m przez płotki    |
| 20:01   | Bieg na 100 m                 |
| 20:33   | Bieg na 3000 m z przeszkodami |
| 20:52   | Bieg na 300 m przez płotki    |

| Godzina | Konkurencja                |
| ------- | -------------------------- |
| 17:24   | Rzut oszczepem             |
| 18:15   | Skok wzwyż                 |
| 18:20   | Pchnięcie kulą             |
| 19:15   | Bieg na 5000 m             |
| 19:21   | Rzut dyskiem               |
| 19:50   | Bieg na 200 m              |
| 20:10   | Bieg na 1000 m             |
| 20:24   | Bieg na 100 m przez płotki |

## Wyniki
| WR – rekord świata \| WL – najlepszy wynik na listach światowych w sezonie \| AR – rekord kontynentu \| NR – rekord kraju \| PB – rekord życiowy \| SB – najlepszy wynik w sezonie MR – rekord mityngu |

### Mężczyźni
| Konkurencja                   | 1. miejsce       | Rezultat | 2. miejsce          | Rezultat | 3. miejsce          | Rezultat |
| Bieg na 100 m                 | Akani Simbine    | 9,99     | Ferdinand Omanyala  | 10,13    | Jeremiah Azu        | 10,17    |
| Bieg na 400 m                 | Bayapo Ndori     | 44,25    | Christopher Bailey  | 44,27    | Busang Kebinatshipi | 44,53    |
| Bieg na 110 m przez płotki    | Cordell Tinch    | 13,06    | Rachid Muratake     | 13,14    | Liu Junxi           | 13,24    |
| Bieg na 300 m przez płotki    | Karsten Warholm  | 33,05 WB | Matheus Lima        | 33,98    | Ken Toyoda          | 34,22    |
| Bieg na 3000 m z przeszkodami | Samuel Firewu    | 8:05,61  | Soufiane El Bakkali | 8:06,66  | Simon Koech         | 8:07,12  |
| Skok w dal                    | Zhang Mingkun    | 8,18     | Liam Adcock         | 8,15     | Marquis Dendy       | 8,10     |
| Skok o tyczce                 | Armand Duplantis | 5,92     | Emanuil Karalis     | 5,82     | Menno Vloon         | 5,82     |
| Trójskok                      | Jordan Scott     | 17,27    | Zhu Yaming          | 17,03    | Donald Scott        | 16,85    |

### Kobiety
| Konkurencja                | 1. miejsce          | Rezultat | 2. miejsce        | Rezultat | 3. miejsce        | Rezultat |
| Bieg na 200 m              | Anavia Battle       | 22,41    | Shericka Jackson  | 22,79    | Jenna Prandini    | 22,97    |
| Bieg na 1000 m             | Faith Kipyegon      | 2:29,21  | Abbey Caldwell    | 2:32,94  | Sarah Billings    | 2:33,45  |
| Bieg na 5000 m             | Beatrice Chebet     | 14:27,12 | Gudaf Tsegay      | 14:28,18 | Birke Haylom      | 14:28,80 |
| Bieg na 100 m przez płotki | Danielle Williams   | 12,53    | Grace Stark       | 12,58    | Marione Fourie    | 12,62    |
| Skok wzwyż                 | Jarosława Mahuczich | 1,97     | Eleanor Patterson | 1,94     | Nicola Olyslagers | 1,94     |
| Pchnięcie kulą             | Jessica Schilder    | 20,47    | Chase Jackson     | 20,31    | Gong Lijiao       | 19,62    |
| Rzut dyskiem               | Valarie Allman      | 68,95    | Yaimé Pérez       | 66,26    | Laulauga Tausaga  | 64,91    |
| Rzut oszczepem             | Elina Dzenngo       | 64,75    | Tori Moorby       | 62,50    | Su Lingdan        | 61,62    |

## Rekordy
Podczas mityngu ustanowiono 3 krajowe rekordy w kategorii seniorów:
| Zawodnik        | Reprezentacja | Konkurencja                | Rezultat |
| --------------- | ------------- | -------------------------- | -------- |
| Karsten Warholm | Norwegia      | bieg na 300 m przez płotki | 33,05    |
| Abbey Caldwell  | Australia     | bieg na 1000 m             | 2:32,94  |
| Rose Davies     | Australia     | bieg na 5000 m             | 14:40,83 |